# Jiulonggang
Jiulonggang (kinesiska: 九龙岗) är en köping  i östra Kina. Den ligger i stadsdistriktet Datong i staden Huainan i provinsen Anhui, omkring 86 kilometer norr om provinshuvudstaden Hefei. Antalet invånare är 28 666. Befolkningen består av 14 134 kvinnor och 14 532 män. Barn under 15 år utgör 13,0 %, vuxna 15-64 år 73 %, och äldre över 65 år 12,0 %.